# Xenogryllus carmichaeli
Xenogryllus carmichaeli är en insektsart som först beskrevs av Lucien Chopard 1928.  Xenogryllus carmichaeli ingår i släktet Xenogryllus och familjen syrsor. Inga underarter finns listade i Catalogue of Life.